# 히가시야마촌 (니가타현 고시군)
히가시야마촌(東山村)은 니가타현 고시군에 있던 촌이다. 

## 역사
- 1889년 4월 1일 - 정촌제 시행에 의해 고시군 히가시야마촌이 성립하였다.
- 1954년 11월 1일 - 나가오카시의 일부와, 오지야시의 일부에 편입되어 소멸하였다.